# Manon Feubel
Manon Feubel est une cantatrice québécoise née à Arvida dans la région du Saguenay–Lac-Saint-Jean au Canada. 
Sa grande étendue vocale de soprano lyrique ou lirico-spinto lui permet d’aborder, entre autres, les rôles exigeants des opéras de Verdi, tels Leonora dans Le Trouvère, Amelia  dans  Un bal masqué et Aïda – rôle-titre de l'opéra Aïda qu’elle a interprété en 2001 aux Chorégies d'Orange sous la direction d'Eliahu Inbal, puis en 2009 à la Scala de Milan sous la direction de Daniel Barenboim dans une mise une mise en scène de Franco Zeffirelli.

## Biographie
En 1990, Manon Feubel reçoit le « Premier prix de chant à l′unanimité » au Conservatoire de musique de Montréal (CMADQ). Par la suite, elle se perfectionne auprès de plusieurs professeurs de chant réputés en Europe et en Amérique, ce qui l’amène à obtenir plusieurs titres et prix (Concours international de chant de Toulouse et le Concours international Pavarotti).
C’est en 1995 qu’elle fait ses débuts officiels sur scène de l′Opéra royal de Wallonie en Belgique dans le rôle de Micaëla dans Carmen. Elle chante ensuite Liù (Turandot) dans une production lyrique à grand déploiement présentée au Stade olympique de Montréal. Elle enregistre son premier disque Chi il bel sogno, sous étiquette CBC Records Toronto, mis en nomination pour un Juno Awards en 1997.
À partir de 1998, elle interprète tour à tour plusieurs grands rôles dont : Ariadne (Ariadne auf Naxos de Richard Strauss), Desdemona (Otello et Elisabetta di Valois (Don Carlos de Verdi, ainsi que Donna Elvira (Don Giovanni) et Elettra (Idomeneo) de Mozart.
En 1999, elle fait ses débuts dans le rôle de Tosca au Théâtre national de l'Opéra-Comique à Paris, s’ensuit une tournée parisienne, entre autres, à la Salle Pleyel avec l′Orchestre national d′Île de France dirigé par Jacques Mercier, puis un récital pour la Société musicale André-Turp de Montréal. 
En 2001, elle chante sous la direction de Bramwell Tovey et de Hans Graf. Elle fait ses débuts au Lincoln Center (Alice Tully Hall) à New York dans l′interprétation du rôle-titre de La Wally de Catalani), en version de concert.
En 2003, vocalement au sommet de son art, elle incarne Adrianne Lecouvreur  dans Adriana Lecouvreur de Cilea à l’Opéra de Lausanne, sous la direction de Claude Schnitzler avec Alain Garichot à la mise en scène.
Elle est l′artiste invitée pour la grande ouverture de la saison 2004-2005 de l′Opéra de Massy avec l’Orchestre symphonique sous la direction de Dominique Rouits.
Elle chante ensuite à Séoul en Corée du Sud avec la KBS Symphony Orchestra pour la radio et télévision coréenne, puis Leonora d'Il Trovatore de Verdi à Thessalonique en Grèce. 
En 2006, elle interprète Madame Lidoine dans le Dialogues des carmélites de Francis Poulenc à l'Opéra de Marseille. En 2007, elle chante le rôle d'Amelia dans un Un bal masqué de Verdi à l'Opéra de Montréal.
En 2008, elle aborde le rôle de Lucrezia  dans I due Foscari de Verdi, en version de concert, au Konzerthaus de Vienne aux côtés du baryton Leo Nucci. Elle fait ensuite ses débuts à La Scala de Milan, dans ce même rôle de Lucrezia, à nouveau aux côtés de Leo Nucci. Deux mois plus tard, elle est réinvitée par La Scala pour le rôle-titre d'Aïda sous la direction de Daniel Barenboim, dans une mise en scène de Franco Zeffirelli (à noter qu’elle est la première Québécoise à tenir un rôle-titre dans cette célèbre maison d'opéra depuis Emma Albani). 
Sensible à la relève, elle offre en 2010 des prestations et concerts-bénéfices dont entre autres un pour l’École de musique Vincent-d'Indy, où les profits sont remis sous forme de « bourses » aux jeunes musiciens les plus talentueux. Elle fait ses débuts sur scène à l’Opéra de Québec dans le rôle de Leonora dans Le Trouvère aux côtés du ténor Richard Margison, sous la direction de Daniel Lipton.

## Discographie
- Chi Il Bel Sogno (Quel beau rêve), Orchestre symphonique de Laval, dir. Jacques Lacombe, CBC Records, SMCD-5156, 1996.

- Aria, sélection de chanteurs canadiens par Radio-Canada, comprenant Manon Feubel, CBC SM 5000 Series, 1997.

- Œdipe à Colone d'Antonio Sacchini, Manon Feubel, Daniel Galvez-Vallejo, Fabrice Mantegna, Orchestre et chœur de la Camerata de Bourgogne, dir. Jean-Paul Penin, 2005 (première mondiale), Dynamic Records, CDS-494.

## Prix et bourses
- 1990 - Boursière du Conseil des Arts du Canada.

- 1993 - Concours international de chant de Toulouse, Troisième prix du jury, Premier grand prix du public.

- 1994 - Boursière de la Fondation Jacqueline Desmarais, mécène reconnue pour son soutien aux jeunes artistes canadiens de talent.